# Candice Gherbi
Candice Gherbi est une footballeuse française, née le 5 septembre 1995 à Die dans la Drôme. Elle évolue au poste de milieu de terrain au FC Metz en Division 2.

## Biographie

### Carrière en club

#### L'Olympique de Marseille (2019-2020)
Candice Gherbi rejoint l'Olympique de Marseille le 2 juillet 2019. 

#### Le FC Metz (2020-)
Elle rejoint le FC Metz en 2020. 

## Statistiques et palmarès

### Statistiques
Le tableau suivant présente, pour chaque saison, le nombre de matchs joués et de buts marqués dans le championnat national, en Coupe de France (Challenge de France) et éventuellement en compétitions internationales. Le cas échéant, les sélections nationales sont indiquées dans la dernière colonne.
| Saison    | Club                   | Championnat | Championnat | Championnat | Coupe nationale | Coupe nationale | Coupe nationale | Sélections nationales | Sélections nationales | Sélections nationales |
| Saison    | Club                   | Type        | Matchs      | Buts        | Type            | Matchs          | Buts            | Type                  | Matchs                | Buts                  |
| 2010-2011 | Riorges FC             | DH          |             |             | -               | -               | -               | -                     | -                     | -                     |
| 2011-2012 | AS Saint-Étienne U19   | CNF19       | 13          | 4           | -               | -               | -               | U16 + U17             | 4 + 11                | 0 + 0                 |
| 2012-2013 | AS Saint-Étienne       | CNF19 + D1  | 14 + 5      | 2 + 1       | CdF             | 5               | 1               | U17                   | 6                     | 1                     |
| 2013-2014 | AS Saint-Étienne       | CNF19 + D1  | 5 + 18      | 1 + 2       | CdF             | -               | -               | U19 + U20             | 4 + 1                 | 1 + 0                 |
| 2014-2015 | AS Saint-Étienne       | D1          | 20          | 0           | CdF             | 4               | 2               |                       |                       |                       |
| 2015-2016 | AS Saint-Étienne       | D1          | 21          | 0           | CdF             | 2               | 0               |                       |                       |                       |
| 2016-2017 | AS Saint-Étienne       | D1          | 19          | 0           | CdF             | 3               | 2               |                       |                       |                       |
| 2017-2018 | AS Saint-Étienne       | D2          | 21          | 12          | CdF             | 3               | 0               | France B              | 3                     | 1                     |
| 2018-2019 | AS Saint-Étienne       | D2          | 22          | 4           | CdF             |                 |                 |                       |                       |                       |
| 2019-2020 | Olympique de Marseille | D1          | 10          | 0           | CdF             | 1               | 0               |                       |                       |                       |

### Palmarès

#### En club
- Finaliste de la Coupe de France : 2013 (AS Saint-Étienne)
- Demi-finaliste du Challenge National U19 : 2014 (AS Saint-Étienne)

#### En sélection
- France U17
  - Championne du Monde des moins de 17 ans : 2012 en Azerbaïdjan
  - Vice-championne d'Europe des moins de 17 ans : 2012 en Suisse
- France U16
  - Vainqueur de la Nordic Cup : 2011 en Finlande